# Du Shi
Du Shi, en chinois traditionnel : 杜詩 ; pinyin : Dù Shī ; Wade : Tu Shih, (date de naissance inconnue - 38), était un préfet chinois de Nanyang en l'an 31 ainsi qu'un ingénieur en hydraulique du temps des Han orientaux. On attribue à Du Shi la première contribution de l'énergie hydraulique à la métallurgie, par l'utilisation d'une roue à aubes pour actionner les soufflets d'un four. Son invention fut utilisée sur les soufflets à piston des hauts fourneaux et des cubilots, ce qui permit l'obtention de fonte en fusion.
Il travailla également, sous le règne de l'empereur Han Guang Wudi, comme censeur et administrateur à plusieurs endroits, et commanda une courte expédition militaire contre un petit bandit armé du nom de Yang Yi (mort en 26).

## Biographie

### Début de carrière
Bien que l'année de sa naissance soit incertaine, on sait que Du Shi est né à Henei, dans la province de Henan. Il devint un Officier du Mérite dans la commanderie locale, avant d'être nommé, en l'an 23, comme fonctionnaire sous le règne de l'empereur Han Geng Shidi, juste après la révolte contre l'usurpateur Wáng Măng de la dynastie Xin. Quelle que soit son implication dans ces événements, on peut relever que Du prêta serment d'allégeance envers l'empereur Han Guang Wudi, le fondateur de la dynastie des Han orientaux.

### Censorat
Sous le règne de l'empereur Guangwu, Du Shi fut nommé officier du Censorat : il veillait au maintien de l'ordre public et à l'application des lois dans la nouvelle capitale de Luoyang. Comme les troupes indisciplinées de l'officier Xiao Guang (mort en 26) semaient le chaos dans la capitale et terrorisaient ses habitants sans que celui-ci s'en souciât, Du Shi l'arrêta. Du l'exécuta sommairement, sans l'approbation claire de l'empereur, ne lui communiquant un rapport qu'après l'exécution. Cette initiative fut appréciée par Guangwu, qui l'invita à sa cour pour lui remettre une décoration récompensant son action.
Peu après cette action, une troupe de bandits, menée par un certain Yang Yi (mort en 26), perturba sérieusement la commanderie de Hedong et Du Shi y fut envoyé pour mettre fin aux troubles. À l'annonce de l'arrivée des forces de Du Shi, Yang Yi organisa son repli au-delà du fleuve Jaune. Prévenu, Du anticipa rapidement ce mouvement en envoyant une escouade brûler les bateaux que Yang Yi comptait utiliser. Après avoir constitué des troupes en enrôlant des gens de la commanderie de Hedong, Du Shi constitua une embuscade avec une unité de cavalerie qui dispersa et anéantit les troupes de Yang.

### Administrateur
Pendant trois années, Du servit en tant que magistrat de comté dans la province de Henan où son administration fut largement appréciée par les autorités provinciales. Après cela, Du s'illustra comme commandant des districts de Pei et de Runan. En 31, il fut nommé administrateur de Nanyang, toujours dans Henan. Alors qu'il officiait là, il édifia une série de digues et de canaux pour créer des polders et aider ainsi au développement de l'agriculture. C'est aussi là qu'il développa une machine alternative, mue par l'eau, pour actionner les soufflets des bas fourneaux, ce qui permit d'économiser le travail des ouvriers préposés à cette tâche épuisante. Il a été rapporté que ses administrés l'appréciaient tant qu'ils le nommaient souvent « Mère Du » et le comparaient aux personnalités historiques les plus remarquables, comme Shao Xinchen de l'époque des Hans occidentaux.
Du Shi assumant toutes les fonctions d'un administrateur local, il fut amené à formuler des recommandations à la cour impériale relatives à des sujets politiques. Il recommanda la réintroduction du Hufu (chinois traditionnel : 虎符),. Il proposa plusieurs fonctionnaires subalternes à de plus hauts postes dans la capitale, notamment Fu Zhang. Il rédigea d'ailleurs un mémoire en 37 pour que celui-ci accède au poste de Secrétaire Impérial.

### Décès
La réputation de Du Shi fut entachée en 38 lorsqu'il fut accusé d'avoir envoyé un de ses hommes assassiner quelqu'un pour venger son frère. La même année, Du tomba malade et mourut. Malgré la longue et brillante carrière de Du, le Chef des Employés, Bao Yong, annonça qu'aucune cérémonie ne serait offerte, étant donné que Du était sur le point d'être sanctionné lorsqu'il mourut. Cependant, l'empereur émit un édit impérial dans lequel il garantissait à Du une cérémonie funèbre appropriée, à sa résidence de commandeur, dans la capitale, en offrant de la soie pour payer les dépenses.

## Le haut fourneau et l'énergie hydraulique

### Mention dans le Livre des Han postérieurs
Du Shi est brièvement évoqué en tant qu'ingénieur et homme d'État dans le Livre des Han postérieurs (chinois traditionnel : 後漢書 ; pinyin : hòu hàn shū) comme suit :
« La septième année du règne de Chien-Wu [an 31], Tu Shi fut nommé Préfet de Nanyang. Il fut un homme généreux et son administration fut pacifique ; il anéantit les malfaisants et établit la dignité [de sa tâche]. Bon planificateur, il aimait le petit peuple et souhaitait économiser sa peine. Il inventa un appareil à mouvement de va-et-vient pour la coulée d'outils agricoles [en fonte]. Ceux qui fondaient et coulaient avaient jusqu'ici coutume d'actionner les soufflets pour attiser le feu de leur charbon de bois, et ils savent maintenant capter la force de l'eau pour le faire… Ainsi les gens en tirèrent grand bénéfice pour peu de travail. Il trouvèrent les soufflets [actionnés par] l'eau pratiques et les adoptèrent largement. »
L'historien Donald Wagner rapporte qu'il ne reste rien de matériel du système que Du Shi mit au point, ce qui ne permet pas aux chercheurs actuels de déterminer s'il était en cuir, ou s'il s'agissait de ventilateurs géants en bois, tels que décrits au XIVe siècle.

### Diffusion de la technologie

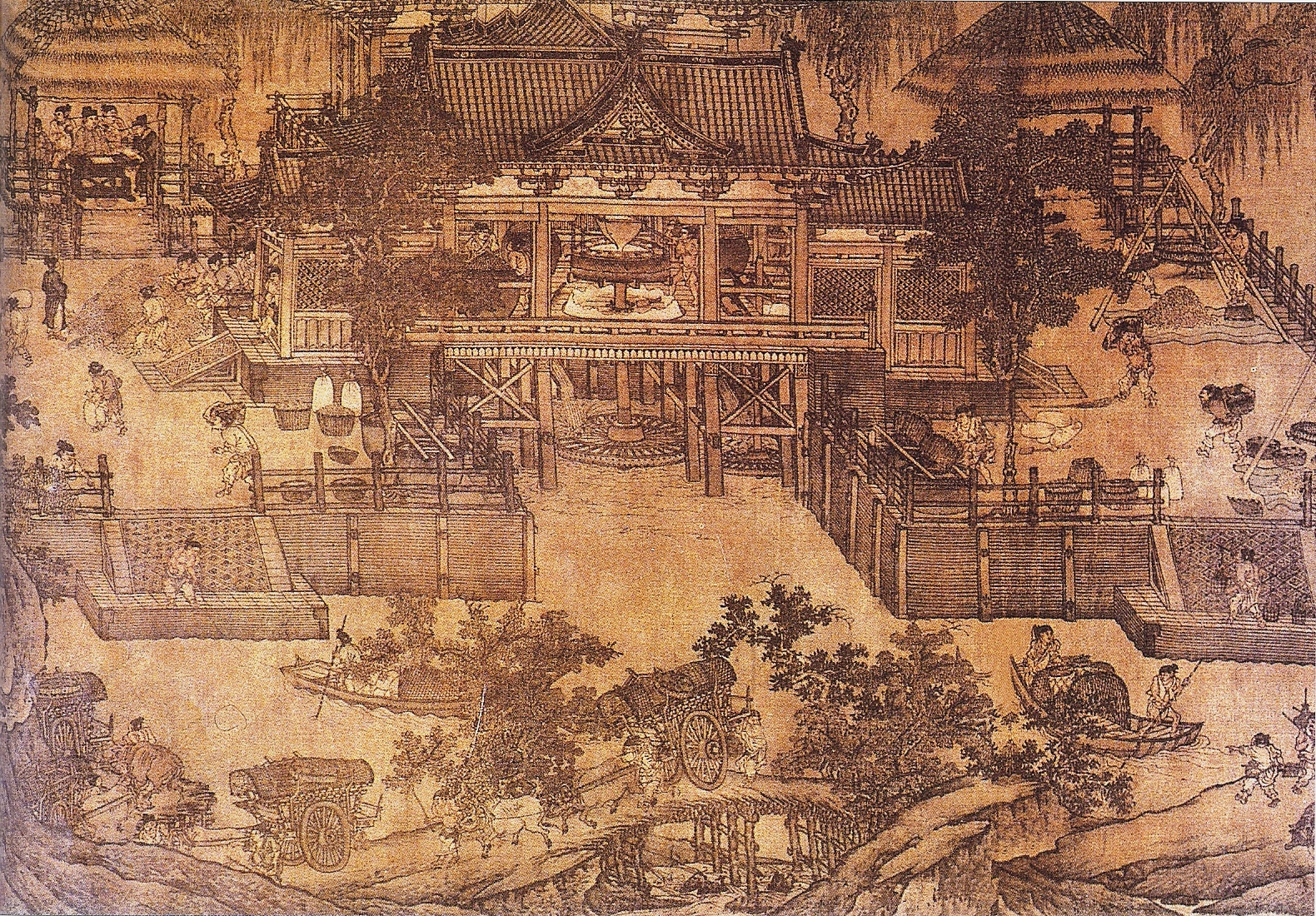
Autre application de l'utilisation de l'énergie hydraulique dans un moulin, pendant la Dynastie Song du Nord (960–1127).

Le texte historique des Chroniques des Trois Royaumes reporte l'utilisation de la force humaine ou animale pour actionner les soufflets des hauts fourneaux avant l’utilisation de l'énergie hydraulique. Il signale également que le préfet de Luoling, Han Ji (mort en 238), réinventa les soufflets actionnés par l'eau que Du Shi avait mis au point auparavant. Une vingtaine d'années après cela, Du Yu (222–285) est crédité d'une re-conception de ces soufflets. Dans le Wu Chang Ji, un texte du Ve siècle, l'auteur Pi Ling écrit qu'un lac artificiel avait été aménagé pendant l'ère Yuanjia (424–429) pour l'unique alimentation des roues à aubes de l’industrie métallurgique chinoise. Un texte de la même époque, le Shui Jing Zhu mentionne la valorisation de la force de l'eau courante pour faire tourner les roues à aubes, de même que le Yuanhe Jun Xian Tu Chi, un texte contemporain de la dynastie Tang (618–907), daté de 814,.
Bien que Du Shi reste la première figure historique à appliquer l'énergie hydraulique à l'industrie métallurgique, la plus ancienne illustration d'un mécanisme en exploitation ne peut être vue que dans une peinture du Nong Shu, imprimé en 1313 durant la dynastie Yuan (1271–1368). Le texte écrit par Wang Zhen décrit les technologies utilisées dans un haut fourneau mû par l'énergie hydraulique :
«  D'après des études modernes, des sacs en cuir étaient utilisés dans les temps anciens, mais on n'utilise maintenant que des ventilateurs en bois. Leur conception est [décrite] par la suite. Un emplacement derrière une chute d'eau est sélectionné, et un arbre vertical est monté dans une charpente, avec deux roues horizontales, dont la plus basse est mise en rotation par l'eau. La [roue, ou poulie, ] supérieure entraîne, par une courroie, une poulie plus petite qui porte une tige d'excentrique. Tout cela, mû par la rotation [de la poulie entraînante], actionne une bielle qui pousse et tire la tige du piston. Ainsi il est poussé d'avant en arrière, actionnant les soufflets du four bien plus énergiquement que ne le ferait aucune force humaine »